# Juana II của Navarra
Juana II của Navarra (tiếng Tây Ban Nha: Juana II de Navarra; tiếng Basque: Joana II.a Nafarroakoa; tiếng Pháp: Jeanne II de Navarre; 28 tháng 1 năm 1312 - 6 tháng 10 năm 1349) là nữ vương của Navarra từ năm 1328 cho đến khi bà qua đời. Bà là đứa con duy nhất còn sống sót đến tuổi trưởng thành của quốc vương Pháp và Navarra Louis X, còn thân mẫu của bà là Marguerite xứ Bourgogne. Ngay từ đầu, mối quan hệ cha con của Jeanne đã bị dấy lên nghi vấn vì thân mẫu của bà có liên quan đến một số vụ bê bối, nhưng Louis X đã tuyên bố Jeanne là con gái hợp pháp của mình trước khi ông qua đời vào năm 1316. Tuy nhiên, các lãnh chúa Pháp đã phản đối địa vị của một nữ quân vương và bầu người em trai của Louis X, tức chú ruột của bà là Philippe V lên làm vua của vương quốc Navarra thay vì Jeanne (dù cho xứ Navarra cho phép người thừa kế là nữ giới, giống như bà nội Jeanne, Juana I). Giới quý tộc Navarra tỏ lòng trung thành với Philippe, vì thế mà em trai Philippe, Charles cũng được làm vua ngay sau khi Philippe qua đời. Phải mãi đến khi cả hai người chú của Jeanne qua đời, bà mới thực sự được lên ngôi. Bà ngoại của Jeanne, Agnes của Pháp là Nữ công tước xứ Bourgogne, và cậu ruột Jeanne là Eudes IV xứ Bourgogne, đã cố gắng bảo vệ các hạt Champagne và Brie (từng là nơi ông bà nội, cha và 2 người chú của Jeanne trị vì), nhưng quân đội vương gia Pháp đã đánh bại những người ủng hộ Jeanne. Sau khi Philippe V kết hôn với con gái Eudes và cấp cho ông hai lãnh địa bá tước làm của hồi môn của mình, Eudes đã từ bỏ yêu sách của Jeanne với Champagne và Brie để đổi lấy khoản bồi thường vào tháng 3 năm 1318. Jeanne kết hôn với Philippe của Évreux, cũng là thành viên của vương gia Pháp và sau này ông đồng trị vì vương vị với bà.
Philippe V đã được em trai của mình là Charles IV, lên ngôi vua ở cả Pháp và Navarra và đăng quang vào năm 1322, nhưng hầu hết các lãnh chúa người Navarra đều từ chối trung thành với ông. Sau khi Charles IV qua đời vào năm 1328, người Navarra đã trục xuất thống đốc Pháp và tuyên bố Juana là quốc vương chính thống của Navarra. Ở Pháp, Philippe của Valois lên ngôi vua. Ông đã ký kết một thỏa thuận với Juana và chồng bà, người đã từ bỏ yêu sách của Jeanne với Champagne và Brie để đổi lấy ba lãnh địa bá tước, trong khi Philippe thừa nhận quyền cai trị của họ đối với Navarra. Juana và chồng đã cùng nhau đăng quang tại Nhà thờ lớn Pamplona vào ngày 5 tháng 3 năm 1329.
Cặp vợ chồng vương gia này đã hợp tác chặt chẽ trong triều đại đồng trị vì của họ, nhưng chồng bà đã có vai trò nhiều hơn. Tuy nhiên, họ chỉ chủ yếu sống trong những vùng gần Pháp. Navarra sau đó được quản lý bởi các thống đốc trong thời gian vắng mặt của Juana và Philippe.

## Vương nữ nước Pháp
Jeanne sinh năm 1312, là con gái của vua Louis X của Pháp và người vợ đầu, Marguerite xứ Bourgogne. Cha bà là con trai lớn nhất và là người thừa kế của vua Pháp Philippe IV và nữ vương Juana I của Navarra.
Mẹ của Jeanne, Marguerite và chị dâu của Marguerite, Jeanne và Blanche, đã bị bắt cùng với hai hiệp sĩ, anh em Philippe và Walter xứ Aunay, vào năm 1314.  Sau khi bị tra tấn, một người đã thú nhận rằng họ đã từng là tình nhân của Marguerite và Blanche trong ba năm. Anh em nhà Aunay sớm bị xử tử, và Marguerite và Blanche bị cầm tù. Trước đó không lâu, Marguerite đã chết trong nhà tù của mình ở Château Gaillard. Sau vụ bê bối, tính hợp pháp khi là một công chúa của Jeanne trở nên đáng ngờ, bởi vì mẹ bà bị buộc tội đã ngoại tình vào khoảng năm sinh của Jeanne.

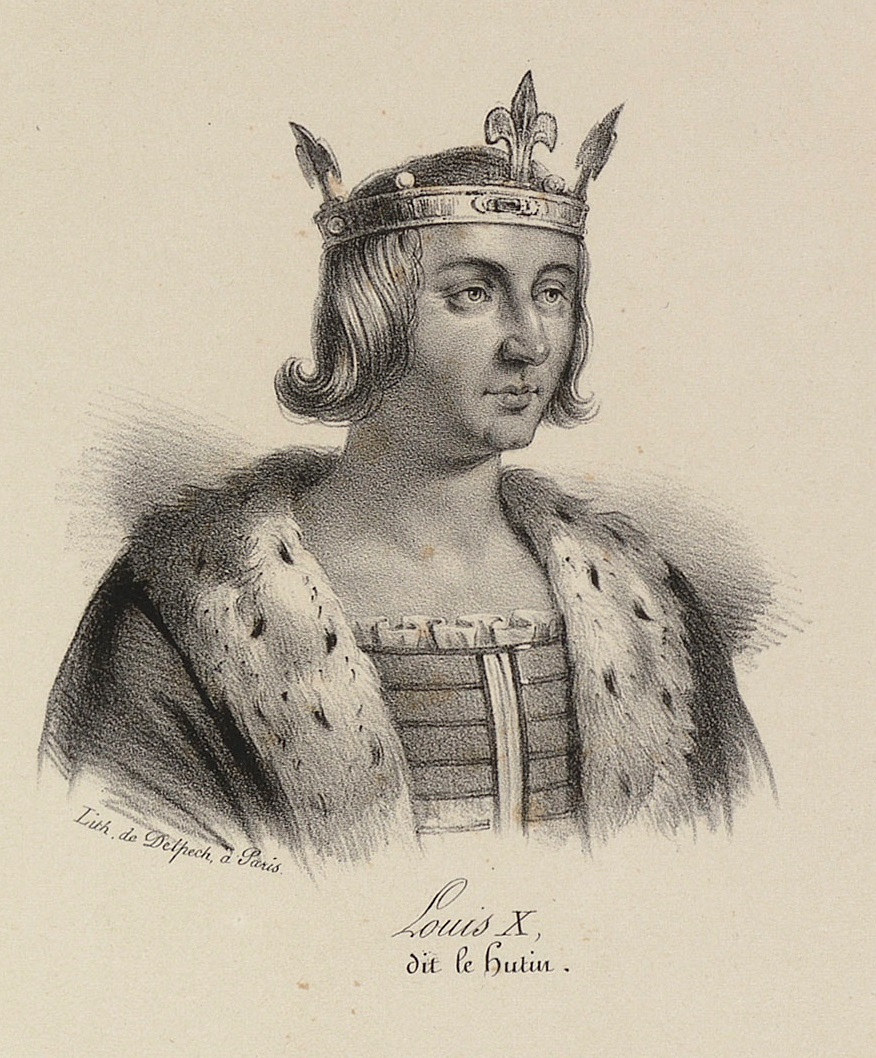
Cha của Jeanne, Louis X & I.

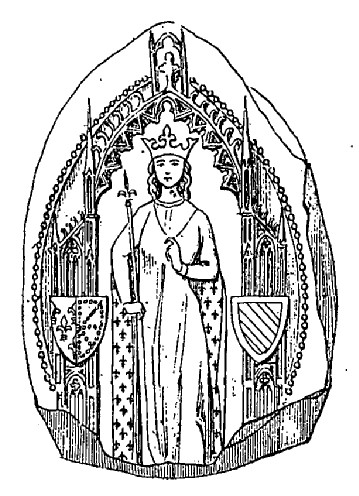
Mẹ của Jeanne, Marguerite xứ Bourgogne.

Philippe IV qua đời vào ngày 26 tháng 11 năm 1314 và cha của Jeanne trở thành Louis X của Pháp, cũng như Luis I của Navarra. Louis đã tuyên bố rằng Jeanne là con gái hợp pháp của ông trên giường bệnh, khi ông đang hấp hối. Ông mất vào ngày 5 tháng 6 năm 1316. Người vợ thứ hai của ông, Klemencia của Hungary, đang mang thai. Theo thỏa thuận của các lãnh chúa mạnh nhất của Pháp, được hoàn thành vào ngày 16 tháng 7, nếu Clementia sinh con trai, con trai sẽ lên ngôi Vua Pháp, nhưng nếu sinh con gái, thì đứa con gái đó và Jeanne có thể chỉ thừa kế Vương quốc Navarra và các lãnh địa bá tước Champage và Brie (ba lãnh địa mà Louis X được thừa hưởng từ mẹ của ông, Juana I của Navarra). Nhưng cuối cùng, Klemencia sinh ra một đứa con trai và được lên làm vua, nhưng chỉ 5 ngày tuổi đã qua đời, là Jean I của Pháp cũng như Navarra. Người ta cũng đồng ý rằng Jeanne sẽ được gửi đến người thân của mẹ bà ở Bourgogne, nhưng cuộc hôn nhân của bà cũng không thể được quyết định nếu không có sự đồng ý của các thành viên vương tộc Pháp.

## Mồ côi cha và mẹ và cuộc hôn nhân

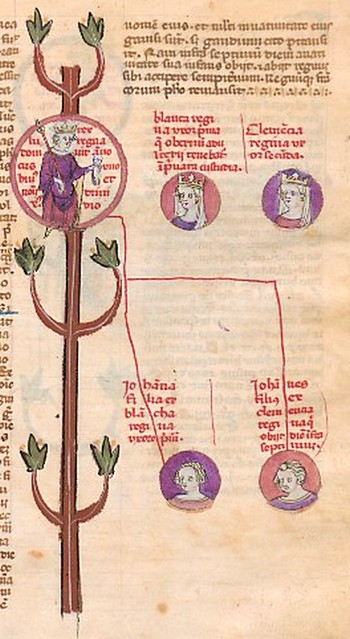
Gia đình của Jeanne II.

Klemencia đã hạ sinh một đứa con trai, Jean, vào ngày 13 tháng 11 năm 1316, nhưng chết non 5 ngày sau đó vì bệnh dịch. Chú của Jeanne, Eudes IV, Công tước xứ Bourgogne, người ở Paris, đã tham gia đàm phán với con trai thứ hai của Philippe IV, Philippe V, để bảo vệ lợi ích của Jeanne, nhưng Philippe không đáp ứng yêu cầu của Eudes. Thay vào đó, ông đã bí mật sắp xếp cho lễ đăng quang của riêng mình, diễn ra tại Reims vào ngày 9 tháng 1 năm 1317. Cùng năm 1317, một hội đồng của các lãnh chúa Pháp đã củng cố vị trí của Philippe vào ngày 2 tháng 2, tuyên bố rằng một người phụ nữ không thể thừa kế vương miện Pháp. Các quý tộc người Navarra đã phái một phái đoàn đến Paris để thề trung thành với Philippe. Philippe cũng từ chối đưa Champagne và Brie cho Jeanne.
Bà ngoại của Jeanne, Agnes của Pháp, Nữ công tước xứ Bourgogne, đã gửi thư cho các lãnh chúa hàng đầu của Pháp, phản đối việc đăng quang của ông, nhưng Philippe V đã lên ngôi mà không có sự phản đối nào cả. Những lá thư cũng được viết cho các lãnh chúa của Champagne dưới tên của Jeanne, kêu gọi họ kiềm chế không tỏ lòng trung thành với Philippe và để bảo vệ quyền của Jeanne đối với Champagne. Trong một bức thư khác, Eudes IV lập luận rằng sự khinh miệt của Jeanne bởi Philippe V đã đi ngược lại "quyền thiêng liêng của pháp luật, theo thông lệ, trong cách sử dụng được giữ trong các trường hợp tương tự ở các đế chế, vương quốc, những kẻ đáng sợ, trong các thời kỳ như vậy không có ký ức ngược lại ". Tuy nhiên, chú của Philippe V, Charles xứ Valois, đã đánh bại những người ủng hộ Jeanne.

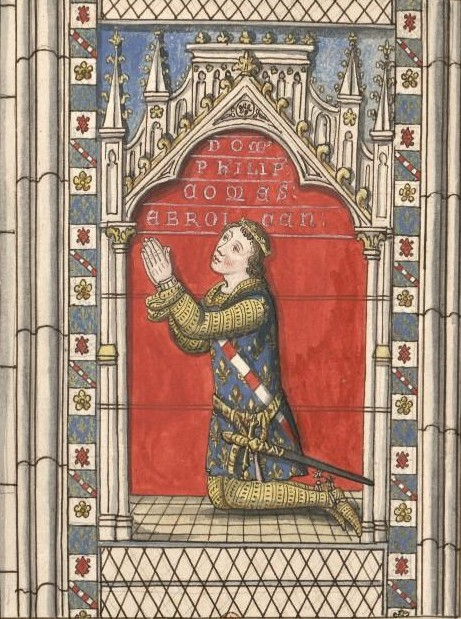
Chồng của Jeanne, Philippe III của Navarra.

Philippe và Eudes đã ký kết một thỏa thuận vào ngày 27 tháng 3 năm 1318. Philippe đã cho con gái lớn của mình (cũng được đặt tên là Jeanne) kết hôn với Eudes, công nhận họ là người thừa kế của các lãnh địa bá tước Bourgogne và Artois, trong khi Jeanne kết hôn với anh họ của bà, Philippe của Évreux, với của hồi môn 15.000 livres tournois trong tiền thuê nhà và quyền thừa kế Champagne và Brie nếu Philippe V băng hà mà không để lại con trai. Một số người cũng đồng ý rằng Jeanne sẽ từ bỏ yêu sách của mình với Pháp và Navarra khi mới 12 tuổi. Không có bằng chứng cho thấy việc từ bỏ từng diễn ra. Hôn lễ của Jeanne và Philippe được tổ chức vào ngày 18 tháng 6 năm 1318. Sau đó, Jeanne sống với bà của chồng cô, Marie xứ Brabant. Mặc dù họ sống gần nhau, nhưng Philippe và Jeanne không được nuôi dưỡng cùng nhau do chênh lệch tuổi tác. Cuộc hôn nhân chỉ được hoàn thành từ năm 1324.

## Nhánh chính của nhà Capet bị tuyệt tự
Philippe V qua đời mà không để lại một đứa con trai còn sống vào đầu năm 1322. Em trai của ông, Charles, là con trai cuối cùng còn sống của Philippe IV, đã kế vị Philippe ở cả Pháp và Navarra. Hầu hết người Navarra từ chối trung thành với Charles, và ông không xác nhận Fueros (hay quyền tự do) của Navarra. Charles qua đời vào ngày 1 tháng 2 năm 1328, gây ra một cuộc khủng hoảng kế vị. Kể từ khi góa phụ của Charles, Jeanne xứ Évreux, có thai, (mọi chuyện lại diễn ra giống như Klemencia của Hungary, nhưng đứa con được sinh ra thì lại là một cô con gái, Blanche), các đồng nghiệp của Pháp và các lãnh chúa Pháp có ảnh hưởng khác đã tập hợp tại Paris để bầu một nhiếp chính. Đa số các lãnh chúa Pháp kết luận rằng Bá tước Philippe xứ Valois có ưu thế mạnh nhất đối với ngai vị, bởi vì ông là người họ hàng gần nhất của vị vua quá cố. Các đại diện của Nghị viện các đẳng cấp của vương quốc ở Navarra, người tập hợp tại Puente la Reina vào ngày 13 tháng 3, đã thay thế thống đốc Pháp bằng hai lãnh chúa địa phương.
Góa phụ của Charles đã hạ sinh một cô con gái, Blanche, vào ngày 1 tháng 4. Sự ra đời của Blanche cho thấy rõ rằng dòng nam trực tiếp của triều đại Capetian hoàng gia Pháp đã bị tuyệt chủng với sự qua đời của Charles. Jeanne và chồng có thể giành được ngai vàng Pháp, bởi vì cả hai đều là hậu duệ của các vị vua Pháp, nhưng có ít nhất năm người yêu sách khác, bao gồm Philip xứ Valois. Đại diện của các nguyên đơn đã gặp nhau tại Saint-Germain-en-Laye để đạt được thỏa hiệp. Đại hội đồng của Navarra đã thông qua một nghị quyết vào tháng 5, yêu cầu Jeanne đến thăm Navarra và kiểm soát chính phủ của mình, bởi vì vương miện thuộc về "quyền kế thừa" đối với cô.
Philippe xứ Valois lên ngôi vua của Pháp tại Reims vào ngày 29 tháng 5, thành Philippe VI. Ông không có yêu sách với Navarra, Champagne và Brie, vì Phiilippe không phải là hậu duệ của Juana I của Navarra. Để củng cố vị trí của mình ở Pháp, vào tháng 7 Philip đã thừa nhận quyền của Jeanne và chồng cô cai trị Navarra. Ông cũng thuyết phục họ từ bỏ Champagne và Brie để đổi lấy các lãnh địa bá tước Longueville, Mortain và Angoulême, vì ông muốn bảo tồn Champagne và Brie chiến lược quan trọng cho vương miện Pháp.

## Gia nhập và đăng quang
Sau quyết định của đại hội đồng Navarra vào tháng 5 năm 1328, Jeanne được coi là quốc vương hợp pháp của Navarra và được gọi là Juana. Quyết định này chấm dứt liên minh cá nhân của Navarra và Pháp, được hình thành thông qua cuộc hôn nhân của Juana I của Navarra và Philippe IV của Pháp. Trong những tháng tiếp theo, Juana và chồng đã tiến hành các cuộc đàm phán kéo dài với Nghị hội các đẳng cấp của vương quốc, đặc biệt là về vai trò của Bá tước Philippe xứ Évreux trong chính quyền của vương quốc. Mặc dù người Navarra chỉ thừa nhận quyền cai trị của Juana, nhưng chồng cô cũng tuyên bố có thẩm quyền. Trong thời gian hai vợ chồng vắng mặt, những cuộc cãi vã chống lại người Do Thái đã xảy ra ở những thị trấn tại Navarra.

Phù hiệu của Jeanne II.

Juana và Philippe đã phái hai lãnh chúa Pháp, Henri IV de Sully và Philippe de Melun, đến Navarra để đại diện cho họ trong các cuộc đàm phán. Người Navarra ban đầu miễn cưỡng xác nhận quyền chia sẻ quyền cai trị của nữ hoàng cho Philippe. Các đại biểu của đại hội đồng lần đầu tiên tuyên bố rằng Philippe sẽ được phép tham gia chính quyền của Navarra trong một cuộc họp ở Roncesvalles vào tháng 11 năm 1328. Tuy nhiên, họ cũng tuyên bố rằng tất cả các yếu tố truyền thống của lễ đăng quang (bao gồm cả độ cao của quốc vương mới trên khiên và ném tiền cho nhân dân) sẽ chỉ được thực hiện liên quan đến Juana. Để nhấn mạnh tuyên bố của Philippe về việc trị vì vương quốc của vợ mình, Henry de Sully đã nói đến Tông đồ Phaolô, người đã tuyên bố rằng "người đứng đầu phụ nữ là đàn ông" trong Thư tín đầu tiên của ông gửi cho Cô-rinh-tô. Sully cũng nhấn mạnh rằng Jeanne đã chấp thuận và đồng ý củng cố vị trí của chồng.
Juana và Philippe đến Navarra vào đầu năm 1329. Họ đã được trao vương miện trong Nhà thờ lớn Pamplona vào ngày 5 tháng 3. Cả hai đều được nuôi dưỡng trên một tấm khiên và cả hai đã ném tiền trong buổi lễ. Họ đã ký một lời thề đăng quang, thiết lập các đặc quyền vương gia của họ. Hiến chương nhấn mạnh rằng Juana là "người thừa kế tự nhiên và thực sự" của Navarra, nhưng cũng tuyên bố rằng "tất cả vương quốc Navarra sẽ tuân theo người phối ngẫu của bà". Tuy nhiên, người Navarra cũng quy định rằng cả Jeanne và Philippe đều phải từ bỏ vương miện ngay khi người thừa kế của họ đạt được 21 tuổi, hoặc họ có nghĩa vụ phải nộp phạt 100.000 đồng livres. Juana cũng bồi thường cho chồng vì những chi phí liên quan đến việc mua lại Navarra.

## Trị vì

### Cải cách Vương quốc
Juana II và Philippe III của Navarra hợp tác chặt chẽ trong triều đại chung của họ. Trong số 85 sắc lệnh vương thất được bảo tồn từ thời kỳ cai trị chung của họ, 41 tài liệu đã được ban hành dưới cả hai tên. Tuy nhiên, các nguồn cho thấy Philip đã tích cực hơn trong một số lĩnh vực của chính phủ, đặc biệt là luật pháp. Ông đã ký 38 nghị định một mình, mà không đề cập đến vợ mình. Chỉ có sáu tài liệu được ban hành chỉ riêng dưới tên của Juana.
Sau khi đăng quang, cặp vợ chồng vương thất đã ra lệnh trừng phạt thủ phạm của các cuộc bạo loạn chống Do Thái và trả tiền bồi thường cho các nạn nhân. Các pháo đài vương gia đã được sửa chữa và lâu đài mới được xây dựng tại Castelrenault dưới triều đại của họ.  Hệ thống tưới tiêu của những cánh đồng khô cằn quanh Tudela cũng được xây dựng với cặp vợ chồng hoàng gia hỗ trợ tài chính.  Họ cũng muốn duy trì mối quan hệ hòa bình với các quốc gia láng giềng.  Sau đó, họ đã mở các cuộc đàm phán về việc hứa hôn của con đầu lòng của họ con gái, Juana, Peter, người thừa kế của Aragón, đã có vào năm 1329.  Một hiệp ước hòa bình với Castilla đã được ký kết tại Salamance 15 tháng 3 năm 1330. 

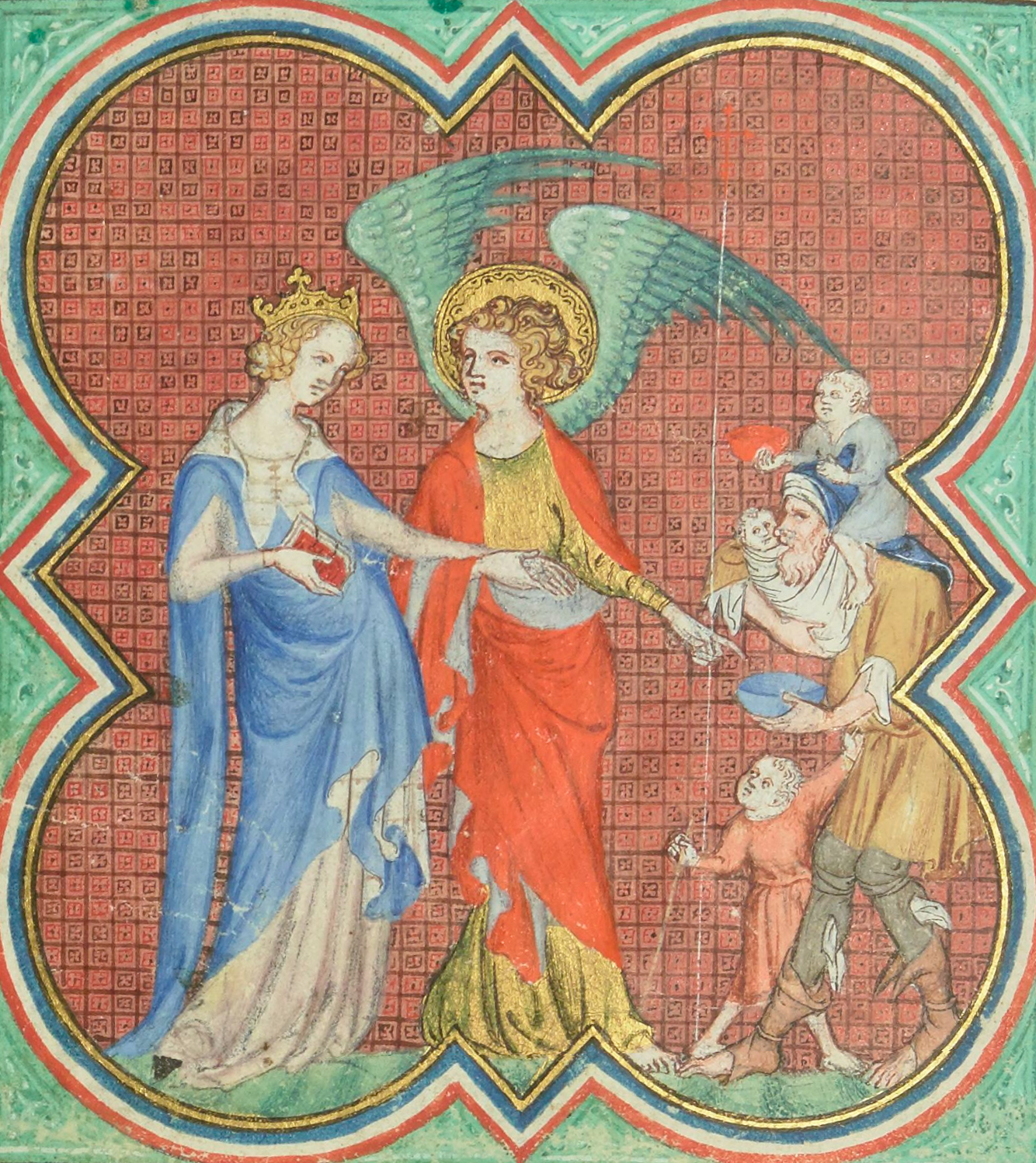
Jeanne II được miêu tả trong một cuốn sách.

Juana và Philip rời Navarra vào tháng 9 năm 1331.   Nhà sử học Elena Woodacre ghi chú, "cặp đôi vương gia phải cân bằng nhu cầu của các lãnh thổ Pháp của họ bên cạnh sự thống trị của Navarra ", điều đó buộc họ phải phân chia thời gian giữa tất cả các lĩnh vực của họ.  Juana và Philip khó có thể quen với" Thị hiếu và phong tục của người Navarra, và xa lạ với ngôn ngữ của họ ", theo nhà sử học Jose María Lacarra, mà họ thường vắng mặt ở vương quốc.  Trong thời gian của các vị vua ' vắng mặt, các thống đốc Pháp thay mặt Navarra thay mặt họ. 
Một cuộc tranh chấp biên giới về quyền sở hữu Tu viện Fitero đã phát triển thành một cuộc chiến với Castilla vào năm 1335.  Pere IV của Aragon ủng hộ người Navarra và một hiệp ước hòa bình mới với Castilla đã được ký vào ngày 28 tháng 2 năm 1336.  Jeanne và Philip trở lại Navarra vào tháng 4 năm 1336.   Chuyến thăm thứ hai của họ kéo dài đến tháng 10 năm 1337.   Philip hai lần trở lại vương quốc, nhưng Juana đã không đi cùng ông. 
Philip III qua đời vào tháng 9 năm 1343.  Cô sớm thay thế Philip xứ Melun, người đã quản lý Navarra trong tên của cặp vợ chồng hoàng gia, với William của Brahe.  Trước đó, cô cũng đã sa thải William xứ Brahe, thay thế anh ta bằng Jean de Conflans.  Những thay đổi này có thể phản ánh sự bất đồng với Philip về chính quyền của Navarra, theo cho nhà sử học Elena Woodacre.  Năm 1344, một bản sao của  Fueros of Navarra  đã được sắp xếp cho nữ vương tại địa phương Ngôn ngữ lãng mạn ( trong ydiomate Navarra ), cung cấp một cột dự phòng cho bản dịch của nó cho  ydioma galicanum  (một biến thể tiếng Pháp) cuối cùng đã để lại một để trống.  Tiếng Pháp có lẽ là ngôn ngữ tự nhiên được Juana sử dụng, thậm chí để giải quyết các vấn đề liên quan đến Navarra.  thành lập tu viện San Francisco tại Olite vào năm 1345. 

### Qua đời

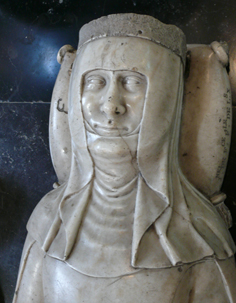
Tượng bán thân của Jeanne II tại Louvre.

Juana quyết định một lần nữa đến thăm Navarra, nhưng bà không bao giờ quay trở lại, rất có thể là vì khả năng xâm chiếm lãnh địa của gia đình bà ở Pháp trong Chiến tranh Trăm Năm.  Bà và chồng đã ủng hộ Philippe VI chống lại Edward III của Anh, người đã tuyên bố ngai vàng Pháp là con trai của cô ruột Juana, Isabel.  Tuy nhiên, đến năm 1346, Juana đã thất vọng vì thất bại của Philippe VI với tư cách là nhà lãnh đạo quân sự. Vào tháng 11, cô mạnh dạn kết thúc một thỏa thuận ngừng bắn với bá tước Lancaster, cho phép quân đội của Edward đi qua quận Angoulême để đổi lấy sự bảo vệ vùng đất của cô.  Cô cũng hứa sẽ không xây dựng pháo đài mới hoặc cho phép quân đội của Philippe sử dụng những cái hiện có.  Philippe không thể hành động chống lại cô. 

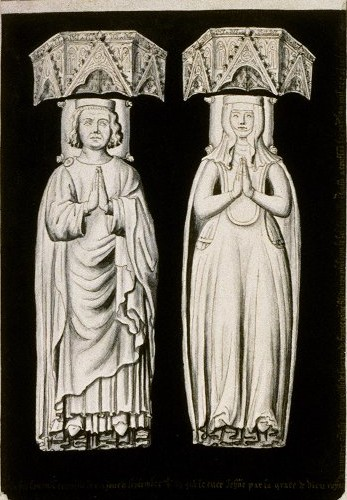
Lăng mộ của Philip và Jeanne.

Juana qua đời vì Cái chết đen vào ngày 6 tháng 10 năm 1349.  Trong di chúc cuối cùng của mình, bà đã yêu cầu con trai mình tài trợ cho một nhà nguyện ở Santa Maria of Olite.  Cô đã được chôn cất trong Basilica of St Denis, mặc dù trái tim của Juana bị chôn vùi tại nhà thờ đã bị phá hủy của Couvent des Jacobins ở Paris cùng với nhà thờ của chồng bà.

## Con cái
Chồng của Juana, Philip xứ Évreux, là một cháu trai của Philippe III của Pháp. Họ là cặp vợ chồng đồng hành hiệu quả nhưng không có bằng chứng nào chứng minh sự gần gũi trong mối quan hệ cá nhân của họ, trái ngược với những cuộc hôn nhân được ghi chép đầy đủ của ông bà, cha và chú của Juana. Điều này chỉ ra rằng cuộc hôn nhân của họ được đánh dấu không phải bởi tình cảm đặc biệt hay khó khăn. Tuy nhiên, họ rất hiếm khi xa nhau và có chín đứa con, giống như Juana I và Philippe IV. 
- Juana (khoảng 1326-1387), đính hôn với vương tử Pere, vị vua tương lai của Aragon, nhưng cuối cùng lại đã trở thành một nữ tu tại tu viện dòng Phanxicô tại Longchamp[56] [57]
- María (khoảng 1329 - 1347), người vợ đầu của Pere IV của Aragon[57]
- Luis (1330–1334)[57]
- Blanca (1331-1398), vợ thứ hai của Philippe VI của Pháp[58]
- Carlos II (1332 -1387), người kế vị là bá tước Évreux và vua Navarra[59][60]
- Felipe (khoảng 1333 -1363), kết hôn với Yolande de Dampierre[61][62]
- Inés (1334-1394), kết hôn với Gaston III, Bá tước xứ Foix[63][64]
- Luis (1341-1372), Bá tước Beaumont-le-Roger, kết hôn lần đầu với Maria de Lizarazu và thứ hai là Joanna, Nữ công tước xứ Durazzo[58]
- Juana (khoảng 1342-1403), kết hôn với Jean I, Tử tước xứ Rohan[61].

### Tổ tiên
| \| \| \| \| \| \| \| \| \| \| \| \| \| \| 16. Louis IX của Pháp (=14) \| \| \| \| \| \| \| \| \| \| \| \| \| \| \| \| \| \| \| \| \| \| \| \| \| \| \| \| \| \| \| \| \| \| \| \| \| \| \| \| \| \| \| \| \| \| \| \| \| \| \| \| \| \| \| \| \| \| \| \| 8. Philippe III của Pháp \| \| \| \| \| \| \| \| \| \| \| \| \| \| \| \| \| \| \| \| \| \| \| \| \| \| \| \| \| \| \| \| \| \| \| \| \| \| \| \| \| \| \| \| \| \| \| \| \| \| \| \| \| \| \| \| \| \| \| \| \| \| \| \| \| \| \| \| \| \| \| \| 17. Marguerite xứ Provence (=15) \| \| \| \| \| \| \| \| \| \| \| \| \| \| \| \| \| \| \| \| \| \| \| \| \| \| \| \| \| \| \| \| \| \| \| \| \| \| \| \| \| \| \| \| \| \| \| \| \| \| \| \| \| \| \| \| \| \| \| \| \| \| \| \| \| \| \| \| \| \| \| \| 4. Philippe IV của Pháp \| \| \| \| \| \| \| \| \| \| \| \| \| \| \| \| \| \| \| \| \| \| \| \| \| \| \| \| \| \| \| \| \| \| \| \| \| \| \| \| \| \| \| \| \| \| \| \| \| \| \| \| \| \| \| \| \| \| \| \| \| \| \| \| \| \| \| \| \| \| \| \| 18. Jaume I của Aragon \| \| \| \| \| \| \| \| \| \| \| \| \| \| \| \| \| \| \| \| \| \| \| \| \| \| \| \| \| \| \| \| \| \| \| \| \| \| \| \| \| \| \| \| \| \| \| \| \| \| \| \| \| \| \| \| \| \| \| \| \| \| \| \| \| \| \| \| \| \| \| \| 9. Isabel của Aragón \| \| \| \| \| \| \| \| \| \| \| \| \| \| \| \| \| \| \| \| \| \| \| \| \| \| \| \| \| \| \| \| \| \| \| \| \| \| \| \| \| \| \| \| \| \| \| \| \| \| \| \| \| \| \| \| \| \| \| \| \| \| \| \| \| \| \| \| \| \| \| \| 19. Jolán của Hungary \| \| \| \| \| \| \| \| \| \| \| \| \| \| \| \| \| \| \| \| \| \| \| \| \| \| \| \| \| \| \| \| \| \| \| \| \| \| \| \| \| \| \| \| \| \| \| \| \| \| \| \| \| \| \| \| \| \| \| \| \| \| \| \| \| \| \| \| \| \| \| \| 2. Louis X của Pháp \| \| \| \| \| \| \| \| \| \| \| \| \| \| \| \| \| \| \| \| \| \| \| \| \| \| \| \| \| \| \| \| \| \| \| \| \| \| \| \| \| \| \| \| \| \| \| \| \| \| \| \| \| \| \| \| \| \| \| \| \| \| \| \| \| \| \| \| \| \| \| \| 20. Thibaut I của Navarra \| \| \| \| \| \| \| \| \| \| \| \| \| \| \| \| \| \| \| \| \| \| \| \| \| \| \| \| \| \| \| \| \| \| \| \| \| \| \| \| \| \| \| \| \| \| \| \| \| \| \| \| \| \| \| \| \| \| \| \| \| \| \| \| \| \| \| \| \| \| \| \| 10. Enrique I của Navarra \| \| \| \| \| \| \| \| \| \| \| \| \| \| \| \| \| \| \| \| \| \| \| \| \| \| \| \| \| \| \| \| \| \| \| \| \| \| \| \| \| \| \| \| \| \| \| \| \| \| \| \| \| \| \| \| \| \| \| \| \| \| \| \| \| \| \| \| \| \| \| \| 21. Marguerite xứ Bourbon \| \| \| \| \| \| \| \| \| \| \| \| \| \| \| \| \| \| \| \| \| \| \| \| \| \| \| \| \| \| \| \| \| \| \| \| \| \| \| \| \| \| \| \| \| \| \| \| \| \| \| \| \| \| \| \| \| \| \| \| \| \| \| \| \| \| \| \| \| \| \| \| 5. Juana I của Navarra \| \| \| \| \| \| \| \| \| \| \| \| \| \| \| \| \| \| \| \| \| \| \| \| \| \| \| \| \| \| \| \| \| \| \| \| \| \| \| \| \| \| \| \| \| \| \| \| \| \| \| \| \| \| \| \| \| \| \| \| \| \| \| \| \| \| \| \| \| \| \| \| 22. Robert I xứ Artois \| \| \| \| \| \| \| \| \| \| \| \| \| \| \| \| \| \| \| \| \| \| \| \| \| \| \| \| \| \| \| \| \| \| \| \| \| \| \| \| \| \| \| \| \| \| \| \| \| \| \| \| \| \| \| \| \| \| \| \| \| \| \| \| \| \| \| \| \| \| \| \| 11. Blanche xứ Artois \| \| \| \| \| \| \| \| \| \| \| \| \| \| \| \| \| \| \| \| \| \| \| \| \| \| \| \| \| \| \| \| \| \| \| \| \| \| \| \| \| \| \| \| \| \| \| \| \| \| \| \| \| \| \| \| \| \| \| \| \| \| \| \| \| \| \| \| \| \| \| \| 23. Mathilde xứ Brabant \| \| \| \| \| \| \| \| \| \| \| \| \| \| \| \| \| \| \| \| \| \| \| \| \| \| \| \| \| \| \| \| \| \| \| \| \| \| \| \| \| \| \| \| \| \| \| \| \| \| \| \| \| \| \| \| \| \| \| \| \| \| \| \| \| \| \| \| \| \| \| \| 1. Juana II của Navarra \| \| \| \| \| \| \| \| \| \| \| \| \| \| \| \| \| \| \| \| \| \| \| \| \| \| \| \| \| \| \| \| \| \| \| \| \| \| \| \| \| \| \| \| \| \| \| \| \| \| \| \| \| \| \| \| \| \| \| \| \| \| \| \| \| \| \| \| \| \| \| \| 24. Eudes III xứ Bourgogne \| \| \| \| \| \| \| \| \| \| \| \| \| \| \| \| \| \| \| \| \| \| \| \| \| \| \| \| \| \| \| \| \| \| \| \| \| \| \| \| \| \| \| \| \| \| \| \| \| \| \| \| \| \| \| \| \| \| \| \| \| \| \| \| \| \| \| \| \| \| \| \| 12. Hugues IV xứ Bourgogne \| \| \| \| \| \| \| \| \| \| \| \| \| \| \| \| \| \| \| \| \| \| \| \| \| \| \| \| \| \| \| \| \| \| \| \| \| \| \| \| \| \| \| \| \| \| \| \| \| \| \| \| \| \| \| \| \| \| \| \| \| \| \| \| \| \| \| \| \| \| \| \| 25. Alix xứ Vergy \| \| \| \| \| \| \| \| \| \| \| \| \| \| \| \| \| \| \| \| \| \| \| \| \| \| \| \| \| \| \| \| \| \| \| \| \| \| \| \| \| \| \| \| \| \| \| \| \| \| \| \| \| \| \| \| \| \| \| \| \| \| \| \| \| \| \| \| \| \| \| \| 6. Robert II xứ Bourgogne \| \| \| \| \| \| \| \| \| \| \| \| \| \| \| \| \| \| \| \| \| \| \| \| \| \| \| \| \| \| \| \| \| \| \| \| \| \| \| \| \| \| \| \| \| \| \| \| \| \| \| \| \| \| \| \| \| \| \| \| \| \| \| \| \| \| \| \| \| \| \| \| 26. Robert III xứ Dreux \| \| \| \| \| \| \| \| \| \| \| \| \| \| \| \| \| \| \| \| \| \| \| \| \| \| \| \| \| \| \| \| \| \| \| \| \| \| \| \| \| \| \| \| \| \| \| \| \| \| \| \| \| \| \| \| \| \| \| \| \| \| \| \| \| \| \| \| \| \| \| \| 13. Yolande xứ Dreux \| \| \| \| \| \| \| \| \| \| \| \| \| \| \| \| \| \| \| \| \| \| \| \| \| \| \| \| \| \| \| \| \| \| \| \| \| \| \| \| \| \| \| \| \| \| \| \| \| \| \| \| \| \| \| \| \| \| \| \| \| \| \| \| \| \| \| \| \| \| \| \| 27. Aénor xứ Saint-Valery (1192–1250) \| \| \| \| \| \| \| \| \| \| \| \| \| \| \| \| \| \| \| \| \| \| \| \| \| \| \| \| \| \| \| \| \| \| \| \| \| \| \| \| \| \| \| \| \| \| \| \| \| \| \| \| \| \| \| \| \| \| \| \| \| \| \| \| \| \| \| \| \| \| \| \| 3. Marguerite xứ Bourgogne \| \| \| \| \| \| \| \| \| \| \| \| \| \| \| \| \| \| \| \| \| \| \| \| \| \| \| \| \| \| \| \| \| \| \| \| \| \| \| \| \| \| \| \| \| \| \| \| \| \| \| \| \| \| \| \| \| \| \| \| \| \| \| \| \| \| \| \| \| \| \| \| 28. Louis VIII của Pháp (=32=44) \| \| \| \| \| \| \| \| \| \| \| \| \| \| \| \| \| \| \| \| \| \| \| \| \| \| \| \| \| \| \| \| \| \| \| \| \| \| \| \| \| \| \| \| \| \| \| \| \| \| \| \| \| \| \| \| \| \| \| \| \| \| \| \| \| \| \| \| \| \| \| \| 14. Louis IX của Pháp (=16) \| \| \| \| \| \| \| \| \| \| \| \| \| \| \| \| \| \| \| \| \| \| \| \| \| \| \| \| \| \| \| \| \| \| \| \| \| \| \| \| \| \| \| \| \| \| \| \| \| \| \| \| \| \| \| \| \| \| \| \| \| \| \| \| \| \| \| \| \| \| \| \| 29. Blanca của Castilla (=33=45) \| \| \| \| \| \| \| \| \| \| \| \| \| \| \| \| \| \| \| \| \| \| \| \| \| \| \| \| \| \| \| \| \| \| \| \| \| \| \| \| \| \| \| \| \| \| \| \| \| \| \| \| \| \| \| \| \| \| \| \| \| \| \| \| \| \| \| \| \| \| \| \| 7. Agnes của Pháp \| \| \| \| \| \| \| \| \| \| \| \| \| \| \| \| \| \| \| \| \| \| \| \| \| \| \| \| \| \| \| \| \| \| \| \| \| \| \| \| \| \| \| \| \| \| \| \| \| \| \| \| \| \| \| \| \| \| \| \| \| \| \| \| \| \| \| \| \| \| \| \| 30. Raimond-Bérenger IV xứ Provence (=34) \| \| \| \| \| \| \| \| \| \| \| \| \| \| \| \| \| \| \| \| \| \| \| \| \| \| \| \| \| \| \| \| \| \| \| \| \| \| \| \| \| \| \| \| \| \| \| \| \| \| \| \| \| \| \| \| \| \| \| \| \| \| \| \| \| \| \| \| \| \| \| \| 15. Marguerite xứ Provence (=17) \| \| \| \| \| \| \| \| \| \| \| \| \| \| \| \| \| \| \| \| \| \| \| \| \| \| \| \| \| \| \| \| \| \| \| \| \| \| \| \| \| \| \| \| \| \| \| \| \| \| \| \| \| \| \| \| \| \| \| \| \| \| \| \| \| \| \| \| \| \| \| \| 31. Beatrice xứ Savoie (=35) \| \| \| \| \| \| \| \| \| \| \| \| \| \| \| \| \| \| \| \| \| \| \| \| \| \| \| \| \| \| \| \| \| \| \| \| \| \| \| \| \| \| \| \| \| \| \| \| \| \| \| \| |                                           |  |  |  |  |  |  |  |  |  |  |  |                             |  |  |  |
| |                                           |  |  |  |  |  |  |  |  |  |  |  | 16. Louis IX của Pháp (=14) |  |  |  |
| |                                           |  |  |  |  |  |  |  |  |  |  |  |                             |  |  |  |
| |                                           |  |  |  |  |  |  |  |  |  |  |  |                             |  |  |  |
| |                                           |  |  |  |  |  |  |  |  |  |  |  |                             |  |  |  |
| | 8. Philippe III của Pháp                  |  |  |  |  |  |  |  |  |  |  |  |                             |  |  |  |
| |                                           |  |  |  |  |  |  |  |  |  |  |  |                             |  |  |  |
| |                                           |  |  |  |  |  |  |  |  |  |  |  |                             |  |  |  |
| |                                           |  |  |  |  |  |  |  |  |  |  |  |                             |  |  |  |
| | 17. Marguerite xứ Provence (=15)          |  |  |  |  |  |  |  |  |  |  |  |                             |  |  |  |
| |                                           |  |  |  |  |  |  |  |  |  |  |  |                             |  |  |  |
| |                                           |  |  |  |  |  |  |  |  |  |  |  |                             |  |  |  |
| |                                           |  |  |  |  |  |  |  |  |  |  |  |                             |  |  |  |
| | 4. Philippe IV của Pháp                   |  |  |  |  |  |  |  |  |  |  |  |                             |  |  |  |
| |                                           |  |  |  |  |  |  |  |  |  |  |  |                             |  |  |  |
| |                                           |  |  |  |  |  |  |  |  |  |  |  |                             |  |  |  |
| |                                           |  |  |  |  |  |  |  |  |  |  |  |                             |  |  |  |
| | 18. Jaume I của Aragon                    |  |  |  |  |  |  |  |  |  |  |  |                             |  |  |  |
| |                                           |  |  |  |  |  |  |  |  |  |  |  |                             |  |  |  |
| |                                           |  |  |  |  |  |  |  |  |  |  |  |                             |  |  |  |
| |                                           |  |  |  |  |  |  |  |  |  |  |  |                             |  |  |  |
| | 9. Isabel của Aragón                      |  |  |  |  |  |  |  |  |  |  |  |                             |  |  |  |
| |                                           |  |  |  |  |  |  |  |  |  |  |  |                             |  |  |  |
| |                                           |  |  |  |  |  |  |  |  |  |  |  |                             |  |  |  |
| |                                           |  |  |  |  |  |  |  |  |  |  |  |                             |  |  |  |
| | 19. Jolán của Hungary                     |  |  |  |  |  |  |  |  |  |  |  |                             |  |  |  |
| |                                           |  |  |  |  |  |  |  |  |  |  |  |                             |  |  |  |
| |                                           |  |  |  |  |  |  |  |  |  |  |  |                             |  |  |  |
| |                                           |  |  |  |  |  |  |  |  |  |  |  |                             |  |  |  |
| | 2. Louis X của Pháp                       |  |  |  |  |  |  |  |  |  |  |  |                             |  |  |  |
| |                                           |  |  |  |  |  |  |  |  |  |  |  |                             |  |  |  |
| |                                           |  |  |  |  |  |  |  |  |  |  |  |                             |  |  |  |
| |                                           |  |  |  |  |  |  |  |  |  |  |  |                             |  |  |  |
| | 20. Thibaut I của Navarra                 |  |  |  |  |  |  |  |  |  |  |  |                             |  |  |  |
| |                                           |  |  |  |  |  |  |  |  |  |  |  |                             |  |  |  |
| |                                           |  |  |  |  |  |  |  |  |  |  |  |                             |  |  |  |
| |                                           |  |  |  |  |  |  |  |  |  |  |  |                             |  |  |  |
| | 10. Enrique I của Navarra                 |  |  |  |  |  |  |  |  |  |  |  |                             |  |  |  |
| |                                           |  |  |  |  |  |  |  |  |  |  |  |                             |  |  |  |
| |                                           |  |  |  |  |  |  |  |  |  |  |  |                             |  |  |  |
| |                                           |  |  |  |  |  |  |  |  |  |  |  |                             |  |  |  |
| | 21. Marguerite xứ Bourbon                 |  |  |  |  |  |  |  |  |  |  |  |                             |  |  |  |
| |                                           |  |  |  |  |  |  |  |  |  |  |  |                             |  |  |  |
| |                                           |  |  |  |  |  |  |  |  |  |  |  |                             |  |  |  |
| |                                           |  |  |  |  |  |  |  |  |  |  |  |                             |  |  |  |
| | 5. Juana I của Navarra                    |  |  |  |  |  |  |  |  |  |  |  |                             |  |  |  |
| |                                           |  |  |  |  |  |  |  |  |  |  |  |                             |  |  |  |
| |                                           |  |  |  |  |  |  |  |  |  |  |  |                             |  |  |  |
| |                                           |  |  |  |  |  |  |  |  |  |  |  |                             |  |  |  |
| | 22. Robert I xứ Artois                    |  |  |  |  |  |  |  |  |  |  |  |                             |  |  |  |
| |                                           |  |  |  |  |  |  |  |  |  |  |  |                             |  |  |  |
| |                                           |  |  |  |  |  |  |  |  |  |  |  |                             |  |  |  |
| |                                           |  |  |  |  |  |  |  |  |  |  |  |                             |  |  |  |
| | 11. Blanche xứ Artois                     |  |  |  |  |  |  |  |  |  |  |  |                             |  |  |  |
| |                                           |  |  |  |  |  |  |  |  |  |  |  |                             |  |  |  |
| |                                           |  |  |  |  |  |  |  |  |  |  |  |                             |  |  |  |
| |                                           |  |  |  |  |  |  |  |  |  |  |  |                             |  |  |  |
| | 23. Mathilde xứ Brabant                   |  |  |  |  |  |  |  |  |  |  |  |                             |  |  |  |
| |                                           |  |  |  |  |  |  |  |  |  |  |  |                             |  |  |  |
| |                                           |  |  |  |  |  |  |  |  |  |  |  |                             |  |  |  |
| |                                           |  |  |  |  |  |  |  |  |  |  |  |                             |  |  |  |
| | 1. Juana II của Navarra                   |  |  |  |  |  |  |  |  |  |  |  |                             |  |  |  |
| |                                           |  |  |  |  |  |  |  |  |  |  |  |                             |  |  |  |
| |                                           |  |  |  |  |  |  |  |  |  |  |  |                             |  |  |  |
| |                                           |  |  |  |  |  |  |  |  |  |  |  |                             |  |  |  |
| | 24. Eudes III xứ Bourgogne                |  |  |  |  |  |  |  |  |  |  |  |                             |  |  |  |
| |                                           |  |  |  |  |  |  |  |  |  |  |  |                             |  |  |  |
| |                                           |  |  |  |  |  |  |  |  |  |  |  |                             |  |  |  |
| |                                           |  |  |  |  |  |  |  |  |  |  |  |                             |  |  |  |
| | 12. Hugues IV xứ Bourgogne                |  |  |  |  |  |  |  |  |  |  |  |                             |  |  |  |
| |                                           |  |  |  |  |  |  |  |  |  |  |  |                             |  |  |  |
| |                                           |  |  |  |  |  |  |  |  |  |  |  |                             |  |  |  |
| |                                           |  |  |  |  |  |  |  |  |  |  |  |                             |  |  |  |
| | 25. Alix xứ Vergy                         |  |  |  |  |  |  |  |  |  |  |  |                             |  |  |  |
| |                                           |  |  |  |  |  |  |  |  |  |  |  |                             |  |  |  |
| |                                           |  |  |  |  |  |  |  |  |  |  |  |                             |  |  |  |
| |                                           |  |  |  |  |  |  |  |  |  |  |  |                             |  |  |  |
| | 6. Robert II xứ Bourgogne                 |  |  |  |  |  |  |  |  |  |  |  |                             |  |  |  |
| |                                           |  |  |  |  |  |  |  |  |  |  |  |                             |  |  |  |
| |                                           |  |  |  |  |  |  |  |  |  |  |  |                             |  |  |  |
| |                                           |  |  |  |  |  |  |  |  |  |  |  |                             |  |  |  |
| | 26. Robert III xứ Dreux                   |  |  |  |  |  |  |  |  |  |  |  |                             |  |  |  |
| |                                           |  |  |  |  |  |  |  |  |  |  |  |                             |  |  |  |
| |                                           |  |  |  |  |  |  |  |  |  |  |  |                             |  |  |  |
| |                                           |  |  |  |  |  |  |  |  |  |  |  |                             |  |  |  |
| | 13. Yolande xứ Dreux                      |  |  |  |  |  |  |  |  |  |  |  |                             |  |  |  |
| |                                           |  |  |  |  |  |  |  |  |  |  |  |                             |  |  |  |
| |                                           |  |  |  |  |  |  |  |  |  |  |  |                             |  |  |  |
| |                                           |  |  |  |  |  |  |  |  |  |  |  |                             |  |  |  |
| | 27. Aénor xứ Saint-Valery (1192–1250)     |  |  |  |  |  |  |  |  |  |  |  |                             |  |  |  |
| |                                           |  |  |  |  |  |  |  |  |  |  |  |                             |  |  |  |
| |                                           |  |  |  |  |  |  |  |  |  |  |  |                             |  |  |  |
| |                                           |  |  |  |  |  |  |  |  |  |  |  |                             |  |  |  |
| | 3. Marguerite xứ Bourgogne                |  |  |  |  |  |  |  |  |  |  |  |                             |  |  |  |
| |                                           |  |  |  |  |  |  |  |  |  |  |  |                             |  |  |  |
| |                                           |  |  |  |  |  |  |  |  |  |  |  |                             |  |  |  |
| |                                           |  |  |  |  |  |  |  |  |  |  |  |                             |  |  |  |
| | 28. Louis VIII của Pháp (=32=44)          |  |  |  |  |  |  |  |  |  |  |  |                             |  |  |  |
| |                                           |  |  |  |  |  |  |  |  |  |  |  |                             |  |  |  |
| |                                           |  |  |  |  |  |  |  |  |  |  |  |                             |  |  |  |
| |                                           |  |  |  |  |  |  |  |  |  |  |  |                             |  |  |  |
| | 14. Louis IX của Pháp (=16)               |  |  |  |  |  |  |  |  |  |  |  |                             |  |  |  |
| |                                           |  |  |  |  |  |  |  |  |  |  |  |                             |  |  |  |
| |                                           |  |  |  |  |  |  |  |  |  |  |  |                             |  |  |  |
| |                                           |  |  |  |  |  |  |  |  |  |  |  |                             |  |  |  |
| | 29. Blanca của Castilla (=33=45)          |  |  |  |  |  |  |  |  |  |  |  |                             |  |  |  |
| |                                           |  |  |  |  |  |  |  |  |  |  |  |                             |  |  |  |
| |                                           |  |  |  |  |  |  |  |  |  |  |  |                             |  |  |  |
| |                                           |  |  |  |  |  |  |  |  |  |  |  |                             |  |  |  |
| | 7. Agnes của Pháp                         |  |  |  |  |  |  |  |  |  |  |  |                             |  |  |  |
| |                                           |  |  |  |  |  |  |  |  |  |  |  |                             |  |  |  |
| |                                           |  |  |  |  |  |  |  |  |  |  |  |                             |  |  |  |
| |                                           |  |  |  |  |  |  |  |  |  |  |  |                             |  |  |  |
| | 30. Raimond-Bérenger IV xứ Provence (=34) |  |  |  |  |  |  |  |  |  |  |  |                             |  |  |  |
| |                                           |  |  |  |  |  |  |  |  |  |  |  |                             |  |  |  |
| |                                           |  |  |  |  |  |  |  |  |  |  |  |                             |  |  |  |
| |                                           |  |  |  |  |  |  |  |  |  |  |  |                             |  |  |  |
| | 15. Marguerite xứ Provence (=17)          |  |  |  |  |  |  |  |  |  |  |  |                             |  |  |  |
| |                                           |  |  |  |  |  |  |  |  |  |  |  |                             |  |  |  |
| |                                           |  |  |  |  |  |  |  |  |  |  |  |                             |  |  |  |
| |                                           |  |  |  |  |  |  |  |  |  |  |  |                             |  |  |  |
| | 31. Beatrice xứ Savoie (=35)              |  |  |  |  |  |  |  |  |  |  |  |                             |  |  |  |
| |                                           |  |  |  |  |  |  |  |  |  |  |  |                             |  |  |  |
| |                                           |  |  |  |  |  |  |  |  |  |  |  |                             |  |  |  |